# Olargues
Olargues är en kommun i departementet Hérault i regionen Occitanien i södra Frankrike. Kommunen ligger i kantonen Olargues som tillhör arrondissementet Béziers. År 2022 hade Olargues 493 invånare.

## Befolkningsutveckling
Antalet invånare i kommunen Olargues
Referens:INSEE